# Рихард Сарингер
Рихард Сарингер (Ајзенштат, 14. новембар 1967) је аустријски глумац чехословачко-српског порекла.